# Gaspare Fossati
Gaspare Fossati (* 7. Oktober 1809 in Morcote (Tessin); † 5. September 1883 ebenda) war ein Architekt des Klassizismus, der vor allem durch die Restaurierung der Hagia Sophia unter Sultan Abdülmecid I. bekannt wurde.

## Leben und Werk

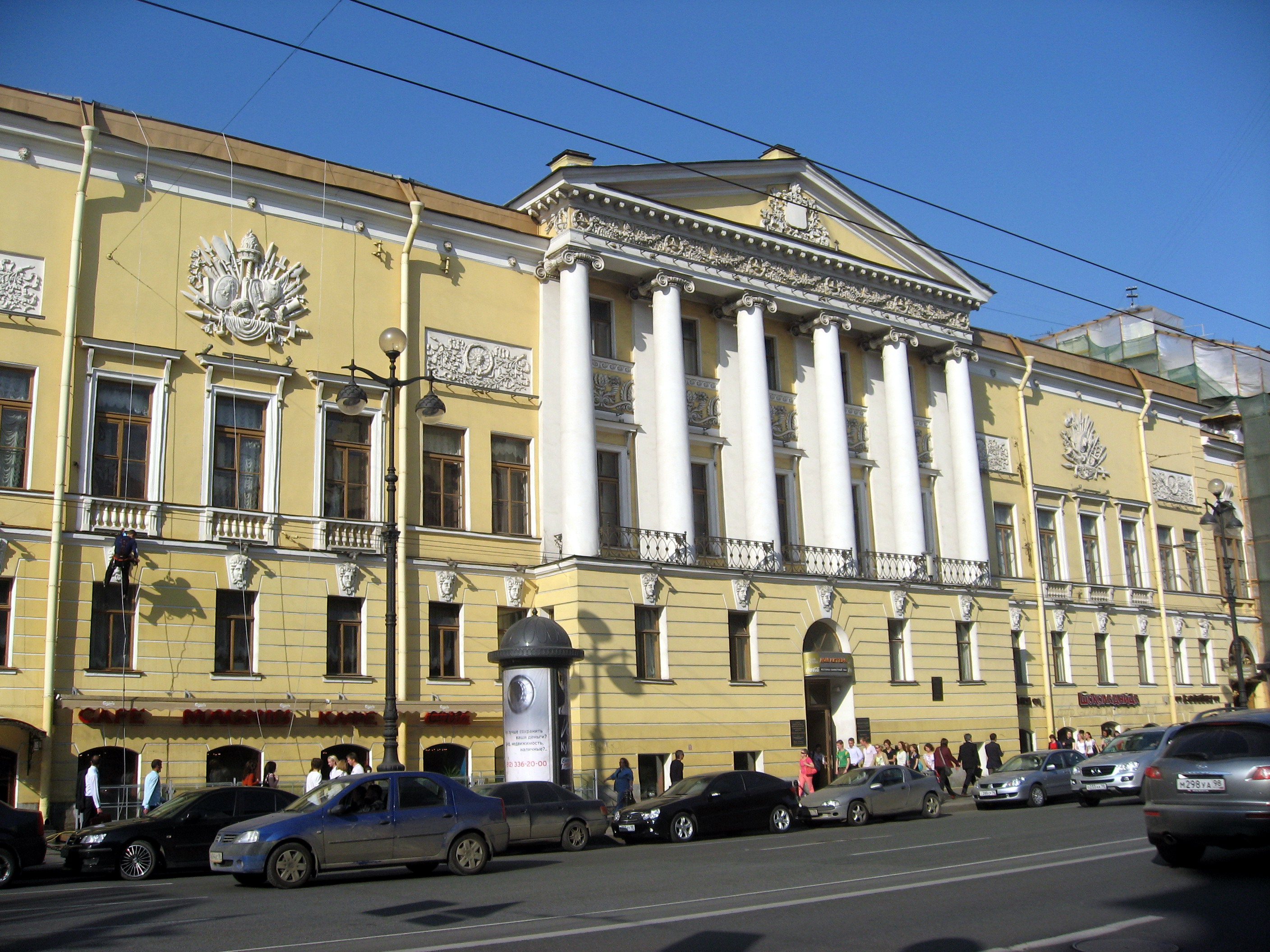
Benardaki-Villa (Haus 86) auf dem Newski-Prospekt

Gaspare wuchs in einer Architektenfamilie auf. Nach einem Studium an der Accademia di Brera und Reisen, auf denen er Lithographien anfertigte, begab er sich 1833, im Alter von 24 Jahren, nach St. Petersburg, wo er mit Luigi Rusca zusammenarbeitete und vom Klassizisten Carlo Rossi beeinflusst wurde. In dieser Zeit entwarf er unter anderem die Italienische Kirche in Moskau, eine Kirche in Kronstadt und die Benardaki-Villa am Newski-Prospekt. 1836 wurde er zum Hofarchitekten des Zaren ernannt. Er heiratete Ruscas Tochter und wurde 1837 nach Istanbul entsandt, um die russische Botschaft in Konstantinopel zu entwerfen.
Anders als in Italien, konnte Fossati auf dem wenig gesättigten Istanbuler Architektenmarkt reüssieren. Im Zuge des Baus ergaben sich zahlreiche Nebenaufträge, so dass Gaspare seinen Stiefbruder Alessandro Rusca sowie seinen 17-jährigen Bruder Giuseppe Fossati, ebenfalls Absolvent der Accademia di Brera, beschäftigen konnte. Gaspares Bruder Giuseppe baute in Istanbul die Kirche des Heiligen Geistes (Santo Spirito) und mehrere private und öffentliche Gebäude; gemeinsam mit seinem Bruder auch die Niederländische und Spanische Botschaft.
Da sich die Brüder als Architekten einen guten Ruf erarbeitet hatten, wurde Sultan Abdülmecid I. auf sie aufmerksam, und ließ sie von 1845 bis 1849 die neue Ottomanische Universität neben der Hagia Sophia errichten. Anschließend beauftragte er sie mit einer Komplettrestaurierung der Hagia Sophia, die von 1847 bis 1849 durchgeführt wurde.
Gaspare kehrte trotz zahlreicher Aufträge 1862 nach Mailand zurück, wo er unter anderem Mitglied in der Kommission zur Errichtung der Galleria und Piazza Duomo war. Er starb 1883 in seinem Heimatort Morcote.
Die Mailänder Via Fratelli Fossati wurde 1935 nach Gaspare und Giuseppe benannt.